# Поль Свінгс
Поль Свінгс (фр. Polidore (Pol) Ferdinand Félix Swings; 24 вересня 1906 — 28 жовтня 1983) — бельгійський астроном, член Бельгійської королівської академії наук, літератури та образотворчих мистецтв (1955).
Родився в Рансарті, нині це частина Шарлеруа. У 1927 році закінчив Льєзький університет. З 1927 року працював в Льєзькому університеті. У 1926—1928 роках стажувався у Франції (у Сорбонні, оптичному інституті в Парижі, у Медонській обсерваторії), у 1929—1930 роках — у Варшавському університеті, де займався спектроскопією. З 1936 року — професор Льєзького університету. У 1939—1942 роках був професором Чиказького університету (США). Очолював Інститут астрофізики Льєзького університету.
Наукові праці присвячені експериментальній спектроскопії та астроспектроскопії. Вивчив лабораторні спектри деяких двоатомних молекул, що становлять інтерес для астрофізики, а також заліза, неону, аргону в різних станах іонізації. Виконав численні дослідження спектрів комет. У 1941 році за допомогою механізму флюоресценції пояснив аномалії в розподілі інтенсивності всередині молекулярних смуг у спектрах комет і особливості змін цього розподілу від однієї комети до іншої, а для однієї і тієї ж комети — залежно від її геліоцентричної відстані. Показав, що ці аномалії пов'язані з нерівномірністю розподілу енергії в сонячному випромінюванні, що збуджує флуоресценцію молекул (через присутність ліній поглинання) і з розходженням променевих швидкостей різних комет щодо Сонця. Цей ефект, названий ім'ям Свінгса, дав змогу пояснити особливості молекулярних спектрів не тільки комет, а й полярних сяйв і сутінкового неба. Вивчив також атомні спектри комет. У 1956 році спільно з Л. Азером опублікував атлас спектрів комет. Досліджував різні типи нестаціонарних зір (зір Вольфа — Рає, симбіотичних, напівправильних), планетарні туманності; пояснив механізми випромінювання і поглинання ліній іонів азоту і вуглецю в атмосферах гарячих зір. У 1937 році спільно з Л. Розенфельдом уперше виявив молекули в міжзоряному середовищі — у спектрі міжзоряного поглинання була ототожнена лінія молекули CH.
Член Паризької академії наук (1964), Американської академії мистецтв і наук (1965), Національної академії наук США (1966), Міжнародної академії астронавтики, Баварської академії наук (1967), Національної академії дей-Лінчей (Італія, 1972), президент Міжнародного астрономічного союзу (1964—1967).
Премія імені Франкі (1947), Сольвеївська премія (1970).
На честь Поля Свінга названо астероїд головного поясу 1637 Свінгс.